# District d'Orroroo Carrieton
Le district d'Orroroo Carrieton (District of Orroroo Carrieton) est une zone d'administration locale située dans le Mid North à environ 280 km au nord d'Adélaïde en Australie-Méridionale en Australie. 

## Localités
Les principales localités du district sont Orroroo et Carrieton. Les autres sont: Belton, Bendelby, Black Rock, Erskine, Eurelia, Johnburgh, Morchard, Oladdie, Orroroo East, Pamatta, Pekina, Uroonda, Walloway, Wepowie, West Erskine, Yalpara, Yanyarrie et Yatina.